# 도시 아이의 순정
〈도시 아이의 순정〉(都会っ子 純情 토카잇코 준조[*])는 ℃-ute의 메이저 세 번째 싱글(통산 일곱 번째 싱글).

## 개요
- 뮤직비디오 촬영지는 가나가와현 요코하마시 중구 야마시타 정에 있는 산하 부두.
- 센터는 스즈키 아이리이다. 메인 보컬은 스즈키 아이리, 하기와라 마이, 나카지마 사키, 야지마 마이미이다.

## 수록곡
전체 작사·작곡: 츤쿠
| #  | 제목                                 | 작곡                  | 재생 시간 |
| -- | ------------------------------------ | --------------------- | --------- |
| 1. | 〈도시 아이의 순정〉 (都会っ子 純情) | 편곡: 히라타 쇼이치로 |           |
| 2. | 〈사립공학〉 (私立共学)              | 편곡: 타카하시 유이치 |           |
| 3. | 〈도시 아이의 순정 (Inst.)〉         |                       |           |

## 참가 음악가
- 프로그래밍 : 히라타 쇼이치로 (#1), 타카하시 유이치 (#2)
- 기타 : 키노시타 테츠 (#1), 타카하시 유이치 (#2)
- 코러스 : CHINO (#1), 타케우치 히로아키 (#2)

## 비고
슈에이샤의 《그랜드 점프 PREMIUM》 게재의 《OuiChef》의 등장인물, 마츠자키 카논이 앞면에 ‘도시 아이’(都会っ子), 뒷면에 ‘순정’(純情)이라고 문자가 프린트된 옷을 입고 있다.